# 전미경제연구소

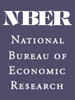

전미경제연구소(National Bureau of Economic Research, NBER)는 1920년에 설립된 미국의 비영리 민간 연구조직이다. 미국 경제에 대한 연구를 전문으로 하고 있다. 미국 매사추세츠주 케임브리지에 본거지를 두고 있으며, 캘리포니아주 팔로 알토, 뉴욕 시에 지사가 있다.
미국인 출신 노벨 경제학상 수상자 31명 중 16명이 이 연구소와 관련된 사람들이다. 또한 과거 미국대통령경제자문위원회(Council of Economic Advisers) 위원장 가운데, 현 소장인 Martin Feldstein을 비롯해 3명이 이 연구소와 관계되어 있다.